# Powiat Lwówecki
Der Powiat Lwówecki ist ein Powiat (Kreis) in der Woiwodschaft Niederschlesien in Polen mit dem Sitz Lwówek Śląski (Löwenberg). Der Powiat hat eine Fläche von 710 km², auf der rund 46.000 Einwohner leben. Er gehört der Euroregion Neiße an.

## Gemeinden
Der Powiat umfasst fünf Stadt-und-Land-Gemeinden, deren gleichnamige Hauptorte das Stadtrecht besitzen:
Einwohnerzahlen vom 31. Dezember 2020
- Gryfów Śląski (Greiffenberg in Schlesien) – 9561
- Lubomierz (Liebenthal) – 6177
- Lwówek Śląski (Löwenberg in Schlesien) – 17.186
- Mirsk (Friedeberg/Isergebirge) – 8461
- Wleń (Lähn) – 4214